# Bryum auricomum
Bryum auricomum är en bladmossart som beskrevs av Bescherelle 1880. Bryum auricomum ingår i släktet bryummossor, och familjen Bryaceae. Inga underarter finns listade i Catalogue of Life.